# 中国—蒙古国边界

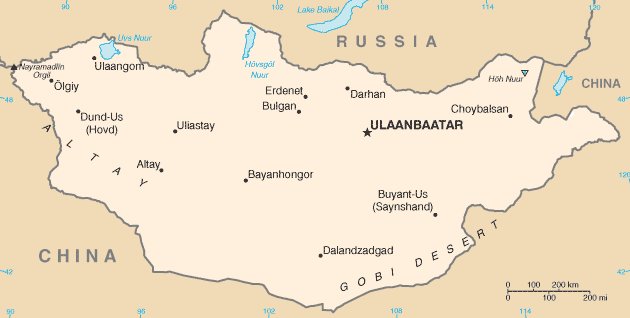
蒙古国的东、南、西部与中国接壤。

中国—蒙古国边界是中华人民共和国与蒙古国之间的国际边界。它在两个三国国界交界点之间从西向东与俄罗斯相连，边界长度为4,630公里，大部分边界地区位于戈壁沙漠。

## 說明
边界从西部的三国国界交界点开始与俄罗斯的阿尔泰山脉接壤，阿尔泰山位于中国—哈萨克斯坦—俄罗斯三点以东仅100公里（62英里）处。从那里开始，它沿着大体上的东南方向在陆地上运行，直线段主要在戈壁沙漠段，直到蒙古最南端，即纬度40°30以北。从那里开始，它向东北方向陆上行进，到达蒙古最东端附近的大兴安岭山脉。从那里，边界转向西北然后再向西，利用哈拉哈河进行一段伸展，然后穿过貝爾湖，然后急剧向东北转到俄罗斯东部三国国界交界点。

## 历史

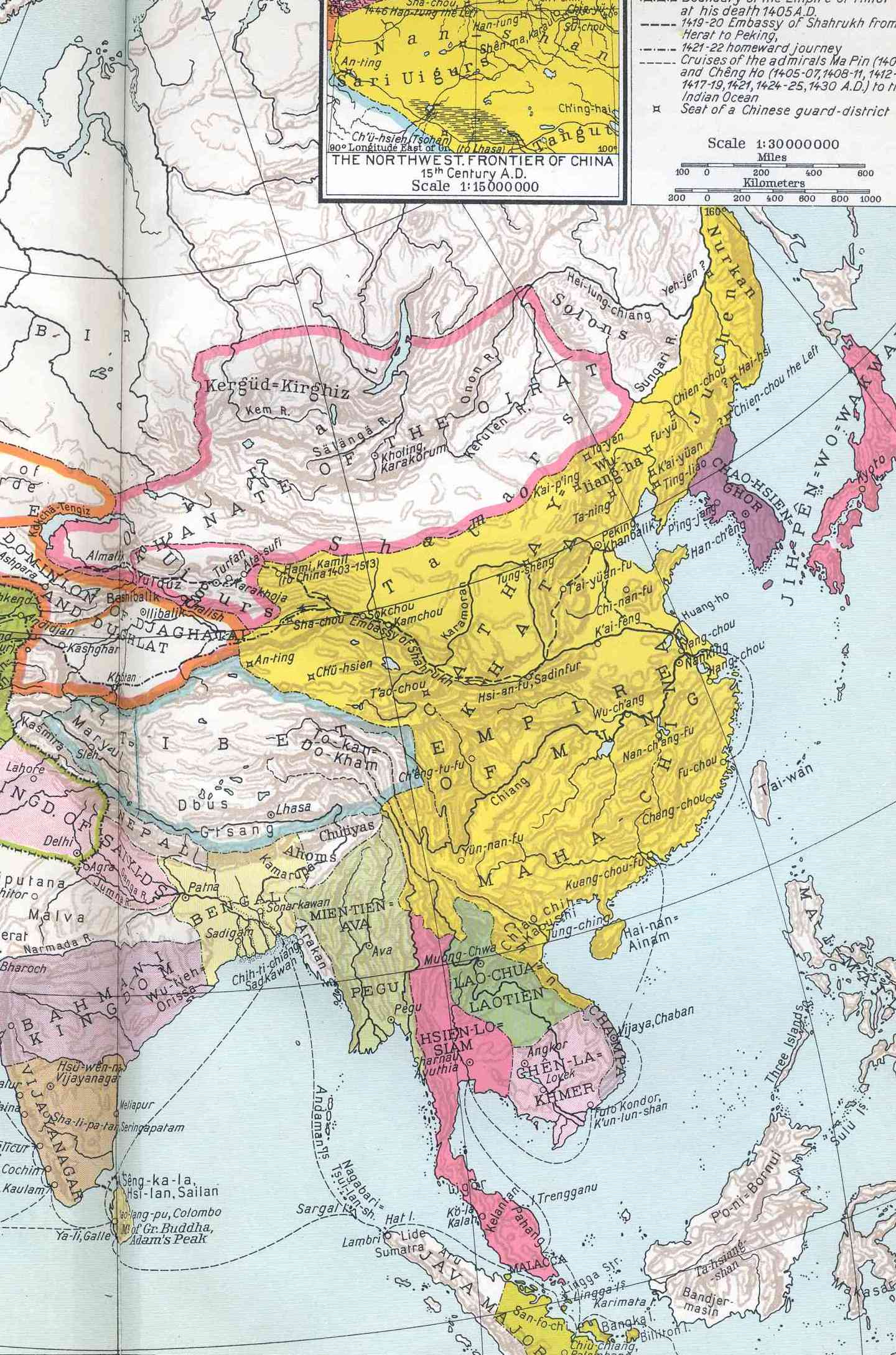
15世纪初的明朝与蒙古沿戈壁对峙

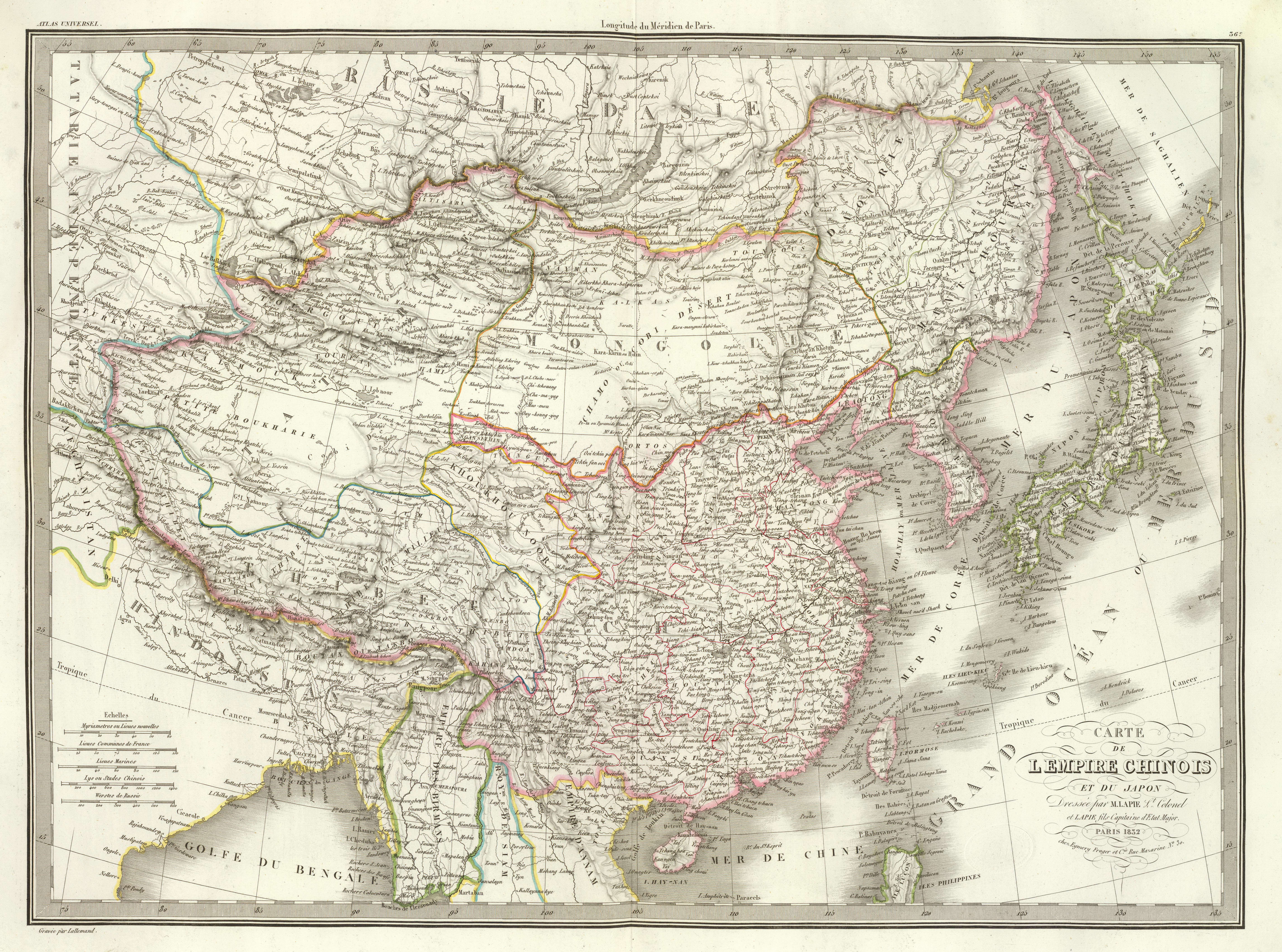
19世纪清朝地图，包括蒙古

俄罗斯帝国在17世纪初已扩展到西伯利亚，与清朝在蒙古高原周边发生冲突。在准噶尔汗国的压力下，戈壁以北的喀尔喀蒙古于1691年在多倫諾爾會盟，投降满洲人统治的清朝，后者当时对蒙古保持着脆弱的统治（俗称为“外蒙古”，以区别于戈壁以南的内扎萨克-内蒙古，后者受到了中国更为有效的控制）。当今蒙古-俄罗斯的大部分边界线（图瓦除外）是由《恰克圖界約》在俄罗斯和清朝之间划定的。
随着1911年清朝灭亡之后中国陷入混乱，蒙古民族主义者抓住机会在俄罗斯的支持下宣布外蒙古独立。1915年，中俄蒙三方签署第二份《恰克图条约》，俄罗斯承认中华民国对博克多蒙古的正式「宗主权」，尽管俄罗斯保持着重大影响，实际上使该国成为中俄共同管辖的半自治国家。在1917年俄国革命之后，中国北洋政府入侵蒙古，试图重新确立完全的控制权，但是最终他们先后被白俄和苏蒙军队击退，蒙古于1921年宣布恢复独立。当时的北洋政府拒绝承认该国的独立性，这意味着没有进行正式的边界划定，尽管边界地区偏远、荒凉、人口稀少，但这种地形实际上并不意味着对边界的划定。在日本于1931年入侵满洲的九一八事变之后，蒙古人民共和国和日本的傀儡政权满洲国于1935–39年在贝尔湖附近划定了其东部边界的一小部分。尽管日本在第二次世界大战期间对此边界存有疑问，但在诺门罕战役中被苏蒙军队击败后选择维持现状。
1940年4月签订《日苏中立条约》，随后于6月份日本驻苏联大使东乡茂德与苏联外交部长莫洛托夫在莫斯科就满蒙边界问题达成协议。满洲里会议无果而终之后。1940年8月组成了“满蒙国境现地测绘委员会”，从巴尔虎草原、贝尔湖东北岸的惠特耶力古到博格达山（宝格达山）北面的阿木尔特乌拉，共计256.79公里的边界线上进行了勘测，并树立了17个花岗岩石刻界碑。1941年10月15日满洲国政府与蒙古人民共和国政府签订《边界勘定议定书》。1942年5月15日双方代表在哈尔滨正式换文互相予以承认。满洲国与蒙古人民共和国划定的边界南起宝格达山顶峰，蒙方称为博格达山，被称为“三国山”，现为中华人民共和国与蒙古国的第536号界标。
在外蒙古独立公民投票之后，苏联保证不会干涉中国动荡的新疆省，中国于1946年正式承认蒙古的独立。边界很快出现了争议，尤其是在拥有黄金的北塔山上（1947年北塔山冲突），第二次国共内战也阻碍了两国对边界的进一步划定工作。虽然在1945年8月签订《中蘇友好同盟条约》时，中苏两国政府在承认蒙古独立的换文中规定："以其现在之边界为边界"，但直至國府遷台，具體界限尚未勘定。1949年中华人民共和国成立后，中蒙两国多次发生边界纠纷，蒙方要求尽早全面划定两国边界。中国对于中蒙边界的实地踏勘和校正工作于1958年开始，但直到1962年4月仍感历史资料不足。尽管如此，在中苏关系恶化的背景下，为了安抚蒙古，中国不得不接受对方的要求。1962年10月，中蒙双方在乌兰巴托开始边界谈判，两国于1962年12月26日缔结《中蒙边界条约》。中国放弃了大部分依据1945年地图而存在争议的领土，并勘定了共同边界。尽管此后的双边关系有时很紧张，特别是在1960年代蒙古支持苏联在社会主义国家的领导权，但两国之间的关系总体上仍然亲切，边界仍然存在现状所在的位置。2010年，中国政府代表杨洁篪与蒙古国政府代表赞登沙特尔在乌兰巴托签署《中华人民共和国政府和蒙古国政府关于边界管理制度的条约》，完善边界地区管理制度。

## 边界关卡
由西至东，有几个官方的边界关卡点：
- 塔克什肯口岸：塔克什肯镇－布尔干
- 策克口岸：策克－希韦呼伦（古尔班特斯苏木）
- 滿都拉口岸：滿都拉－杭吉（哈腾布拉格苏木）
- 二连浩特口岸：二连浩特市－扎门乌德
- 毕其格图口岸：嘎达布其镇－额尔德尼查干（英语：Erdenetsagaan, Sükhbaatar）
- 阿尔山口岸：阿尔山－苏木贝尔 (Sumber)
- 额布都格口岸：阿木古郎镇－巴彥浩舒 (Bayankhoshuu)
- 阿日哈沙特口岸：阿日哈沙特镇－哈比日嘎 (Khavirga)

## 中蒙边界附近的定居点

### 中国
- 查干郭勒乡
- 二连浩特
- 那仁宝拉格苏木
- 阿尔山
- 伊尔施街道
- 罕达盖苏木 (新巴爾虎左旗)
- 阿日哈沙特镇 (新巴爾虎右旗)

### 蒙古
由西而东接壤的苏木如下:
- 乌兰呼斯苏木（英语：Ulaankhus）
- 臣勒格苏木（英语：Tsengel, Bayan-Ölgii）
- 萨格赛苏木（英语：Sagsai）
- 阿尔泰苏木 (巴彦乌列盖省)（英语：Altai, Bayan-Ölgii）
- 德龙苏木（英语：Delüün）
- 布尔干苏木 (巴彦乌列盖省)（英语：Bulgan, Bayan-Ölgii）

- 布尔干苏木 (科布多省)
- 乌音奇苏木（英语：Üyench, Khovd）
- 阿尔泰苏木 (科布多省)（英语：Altai, Khovd）

- 吞黑勒苏木（英语：Tonkhil, Govi-Altai）
- 布嘎特苏木 (戈壁阿尔泰省)（英语：Bugat, Govi-Altai）
- 阿尔泰苏木 (戈壁阿尔泰省)（英语：Altai, Govi-Altai）
- 车勒苏木 (戈壁阿尔泰省)（英语：Tseel, Govi-Altai）
- 朝格特苏木（英语：Tsogt, Govi-Altai）

- 古尔班特斯苏木
- 诺颜苏木（英语：Noyon, Ömnögovi）
- 巴彦达莱苏木（英语：Bayandalai, Ömnögovi）
- 呼尔门苏木
- 瑙木贡苏木（英语：Nomgon, Ömnögovi）
- 巴彦敖包苏木 (南戈壁省)
- 汗博格德苏木（英语：Khanbogd, Ömnögovi）

- 哈腾布拉格苏木
- 呼布斯古尔苏木
- 乌兰巴德拉赫苏木
- 扎门乌德苏木
- 额尔德尼苏木 (东戈壁省)
- 鄂尔根苏木（英语：Örgön）

- 巴彦德勒格尔苏木 (苏赫巴托省)（英语：Bayandelger, Sükhbaatar）
- 翁贡苏木（英语：Ongon, Sükhbaatar）
- 纳兰苏木（英语：Naran, Sükhbaatar）
- 达里干嘎苏木（英语：Dariganga, Sükhbaatar）
- 额尔德尼查干苏木（英语：Erdenetsagaan, Sükhbaatar）

- 哈拉哈高勒苏木
- 马塔德苏木（英语：Matad, Dornod）
- 巴彦图门苏木（英语：Bayantümen, Dornod）
- 乔巴山苏木（英语：Choibalsan (sum), Dornod）
- 楚伦浩劳特苏木（英语：Chuluunkhoroot, Dornod）
- Enger Hulasa, Dornogovi
- Mongolryba, Dornod

## 历史地图
20世纪中叶的世界国际地图从西到东边界的历史地图（部分）：

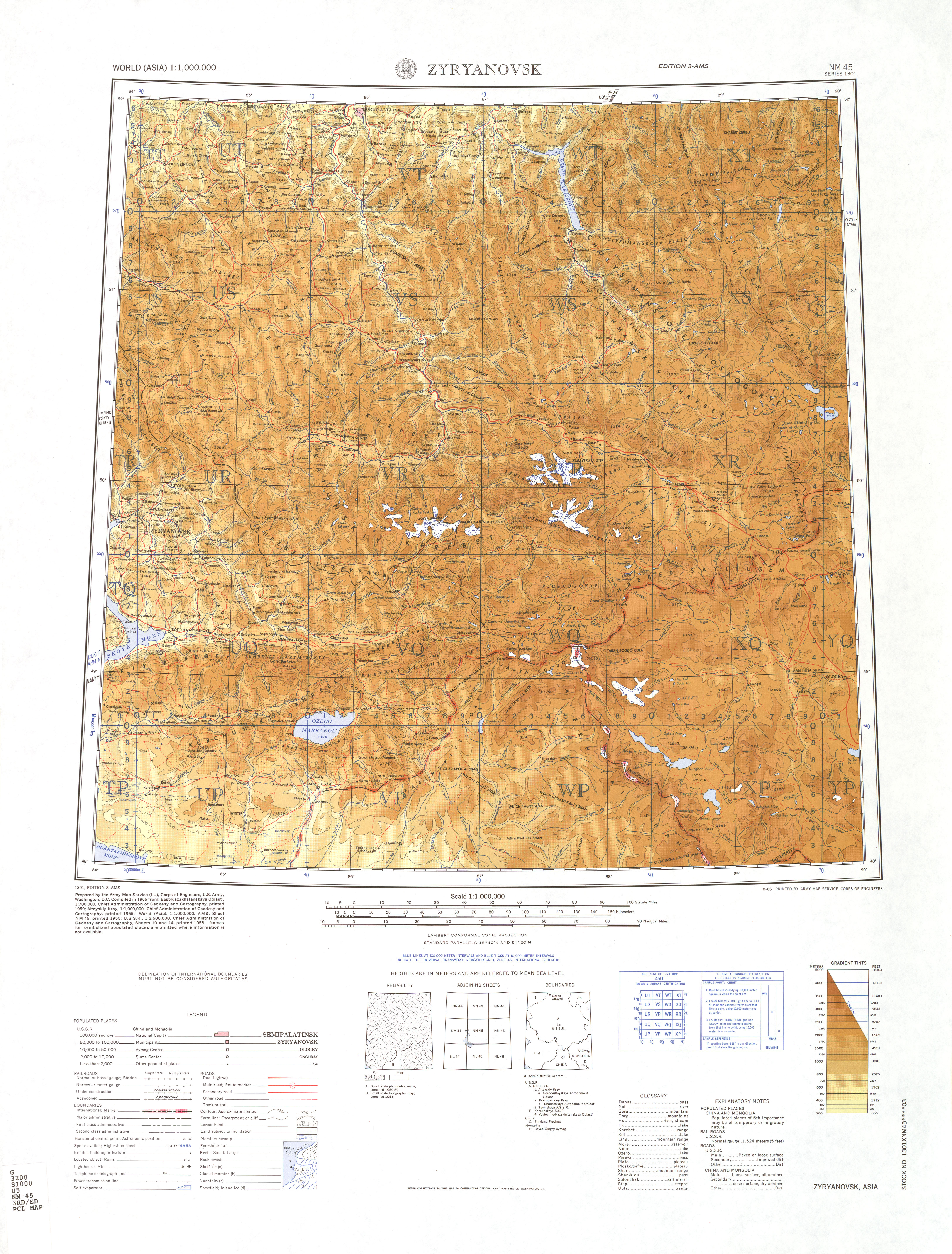
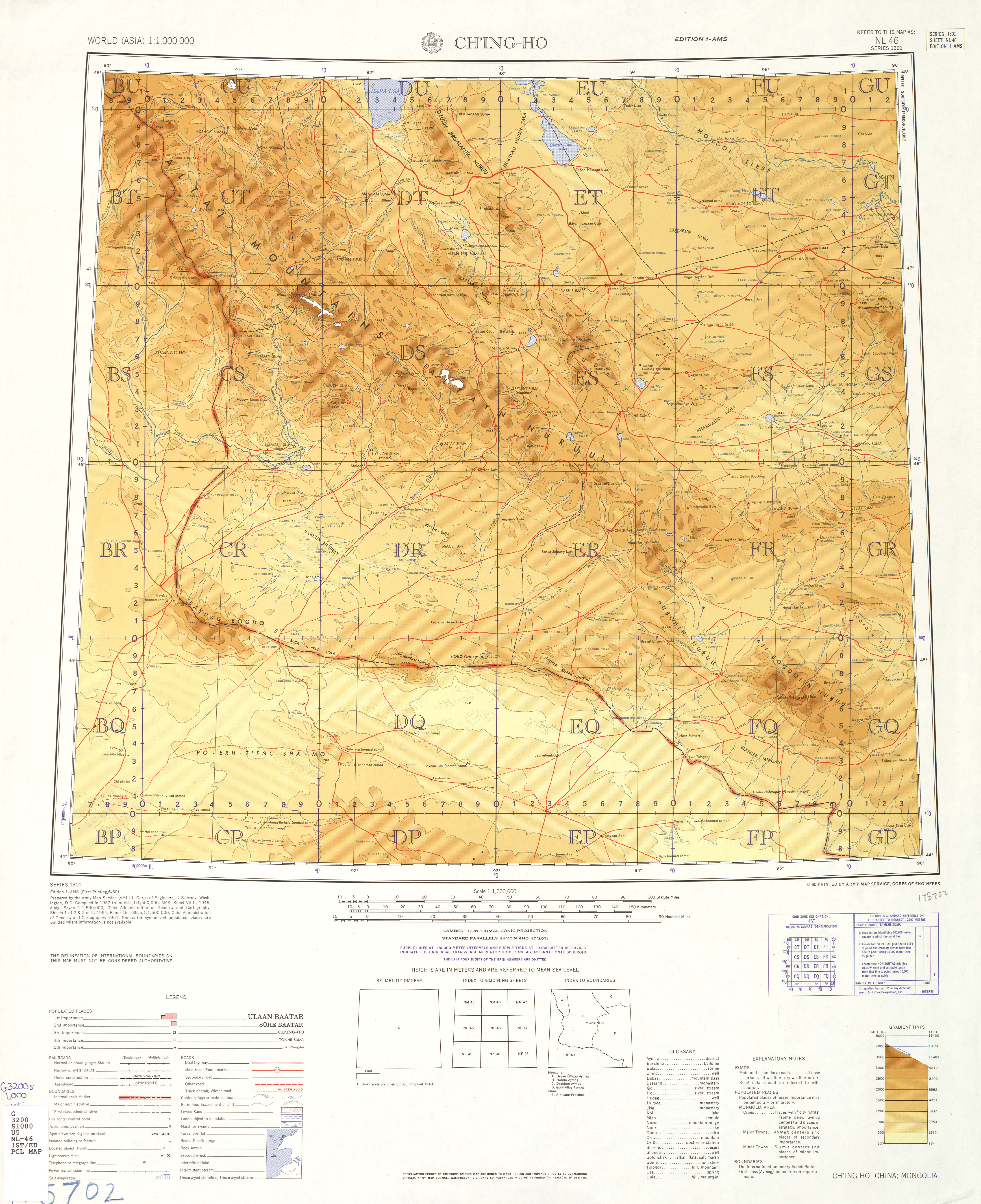
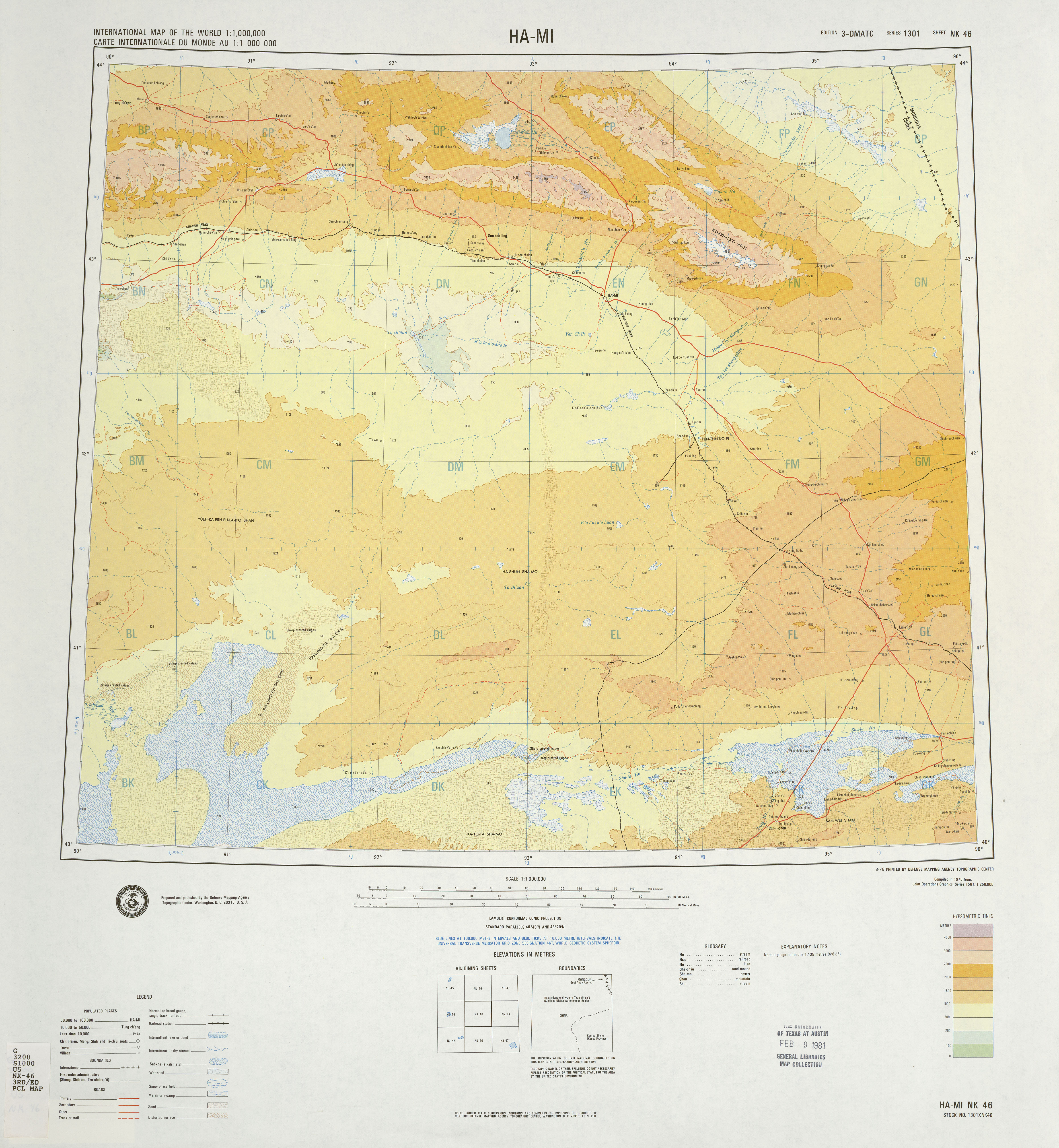
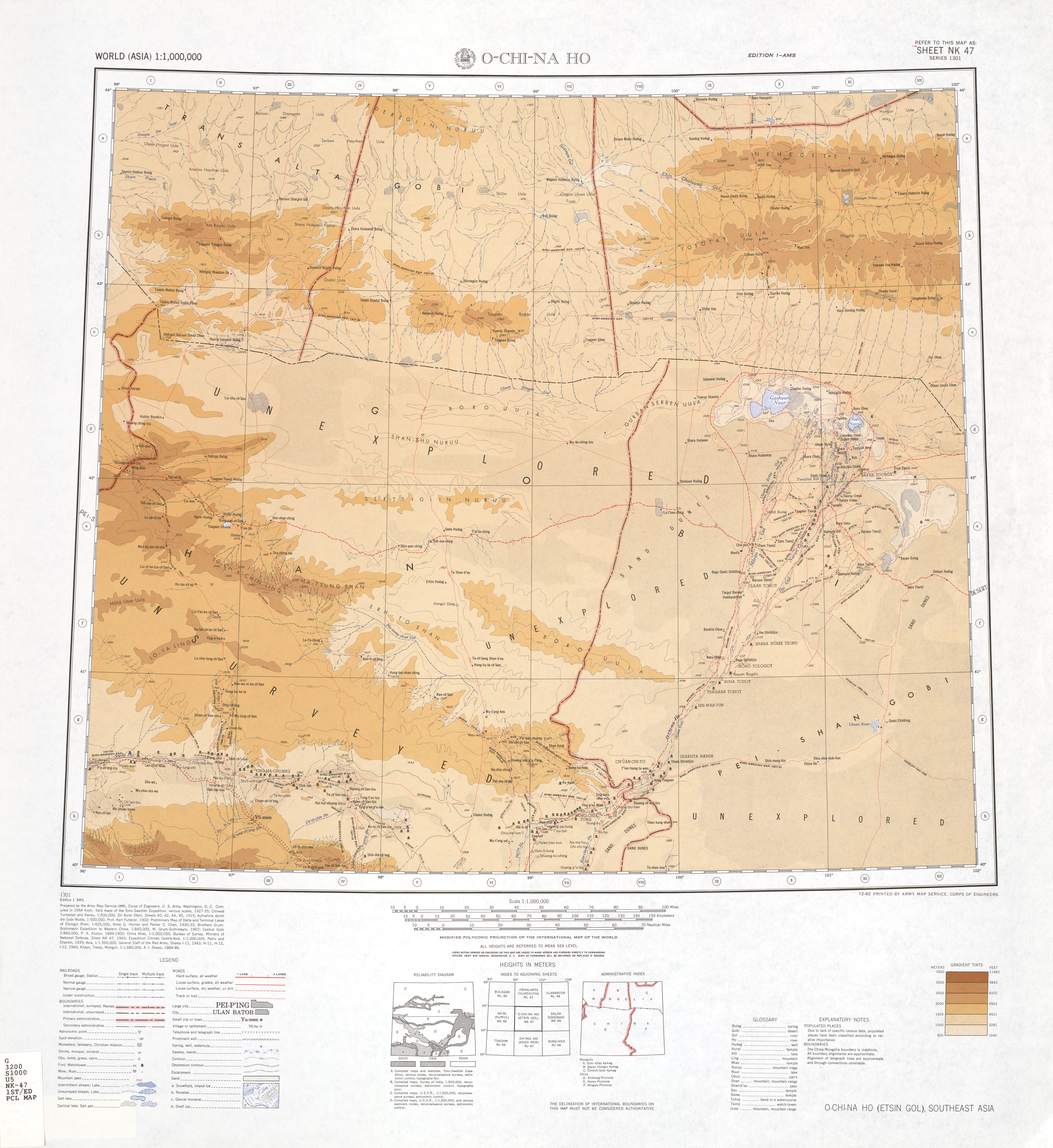
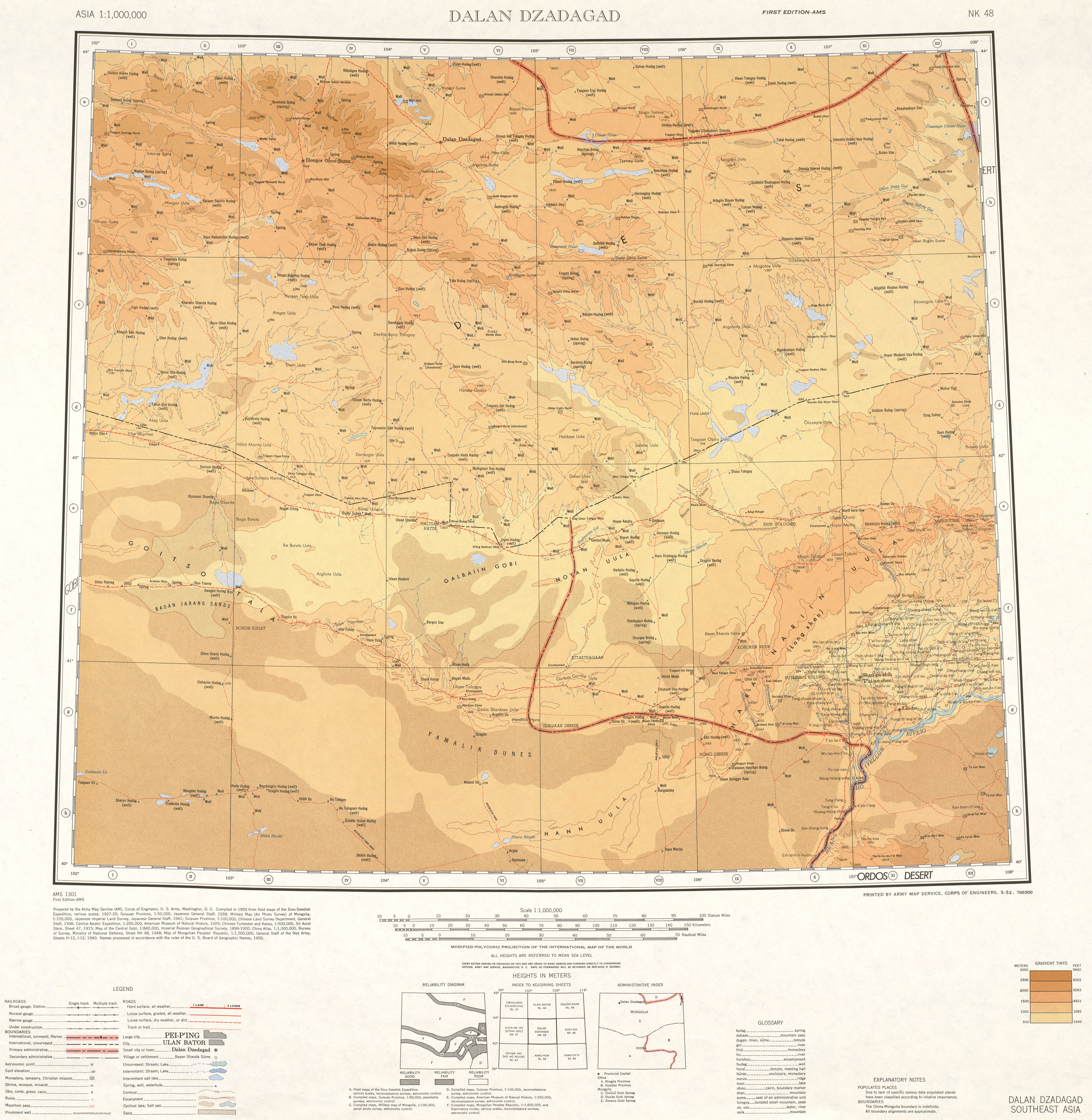
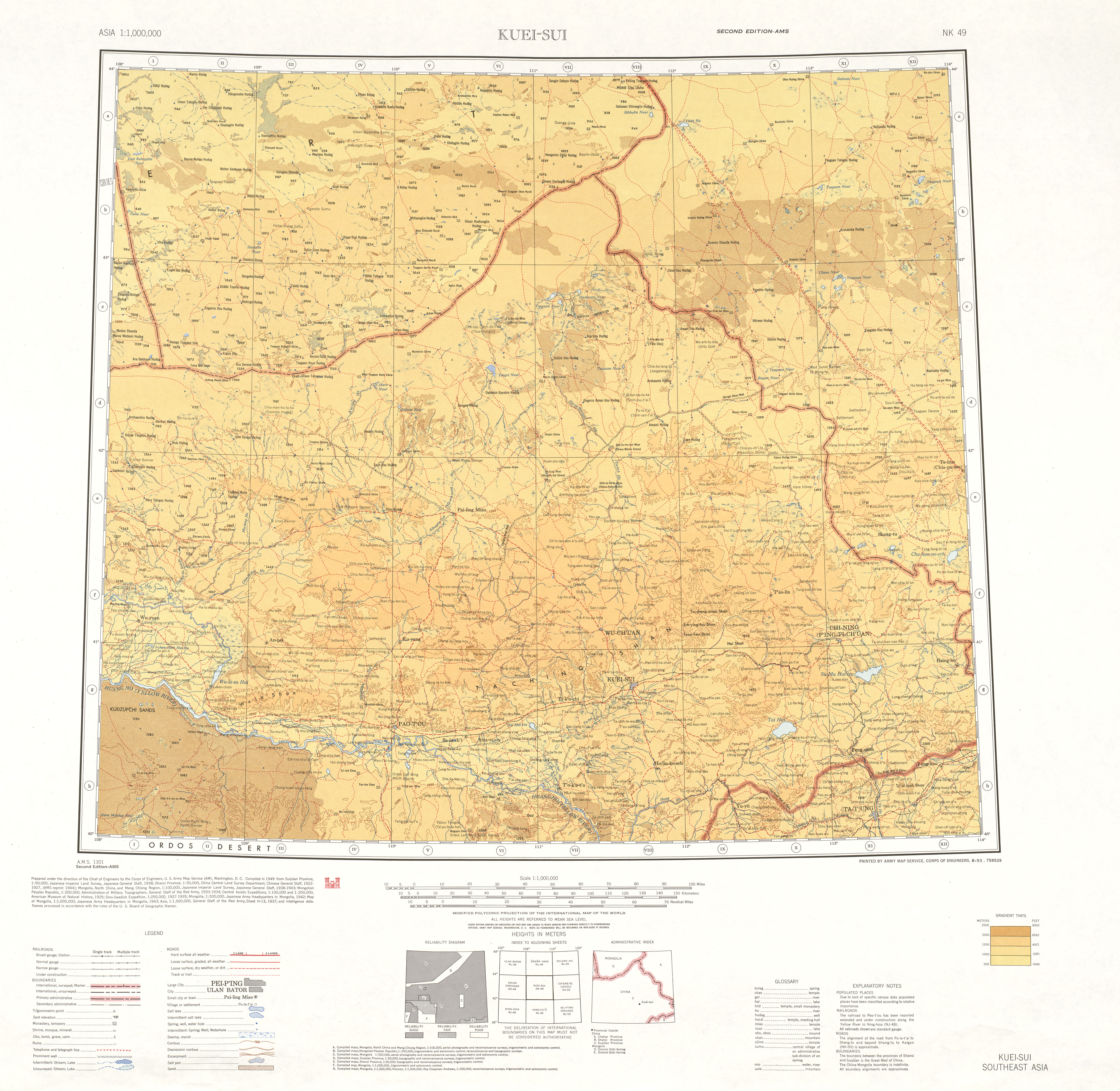
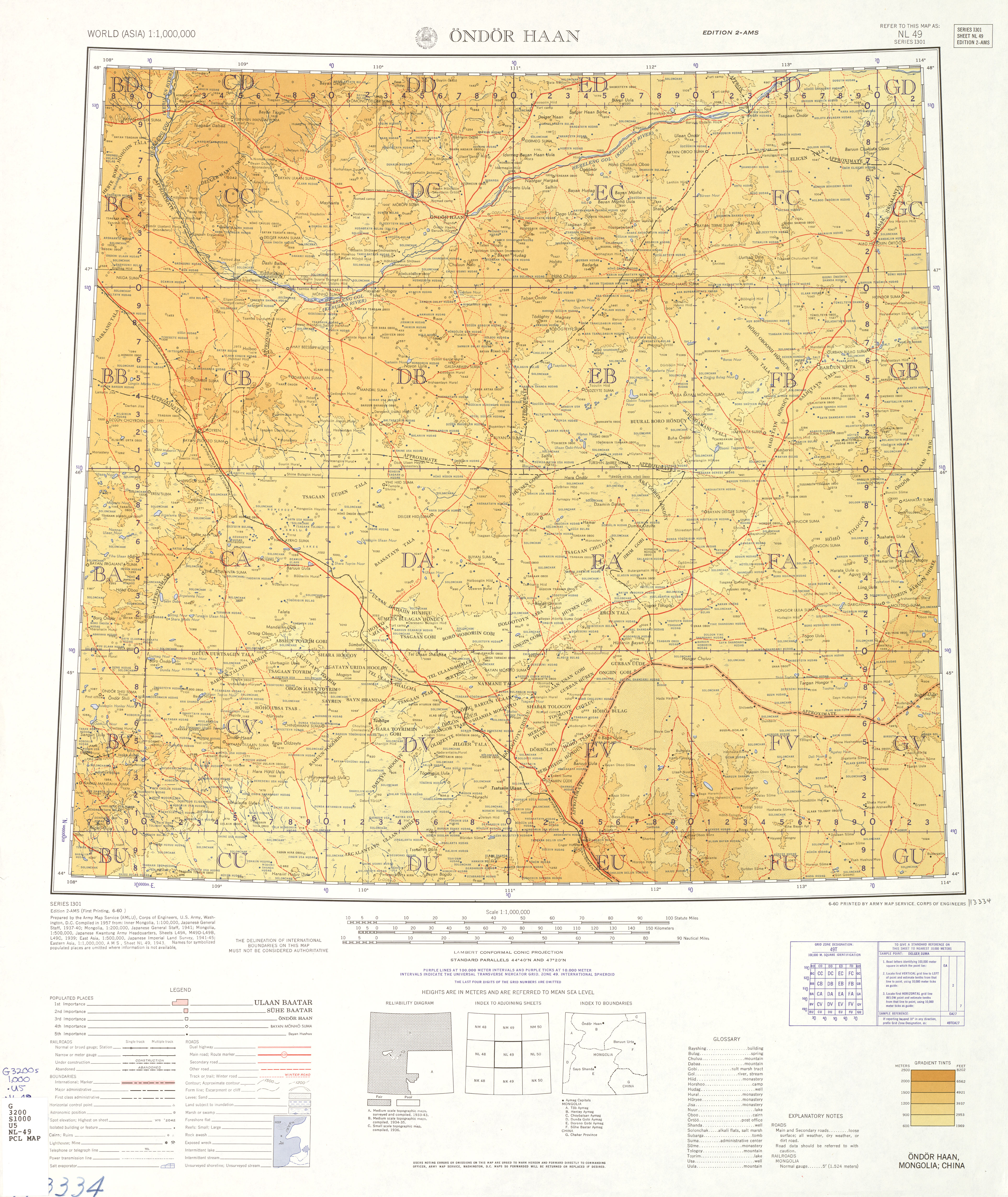
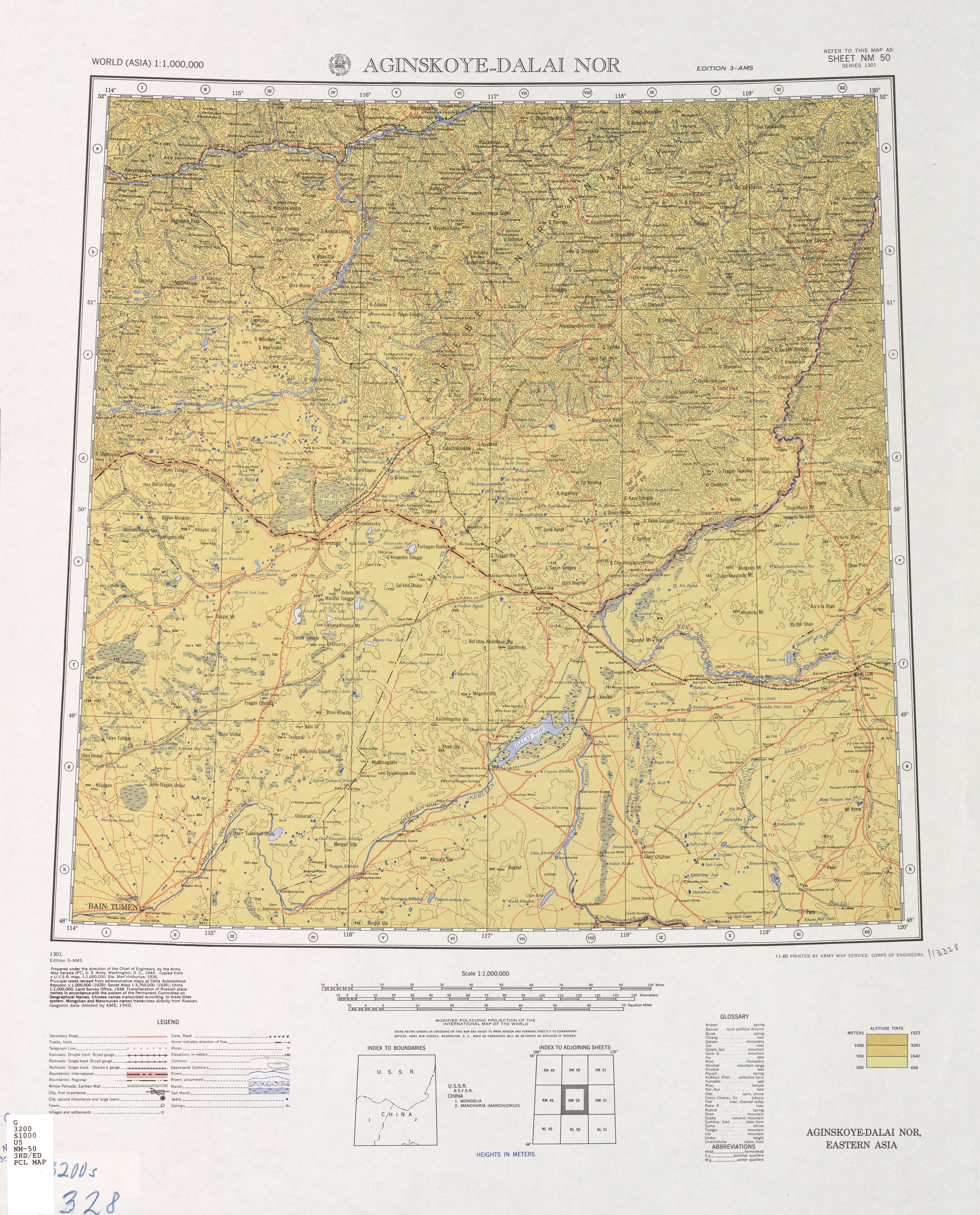